# Konungs skuggsjá

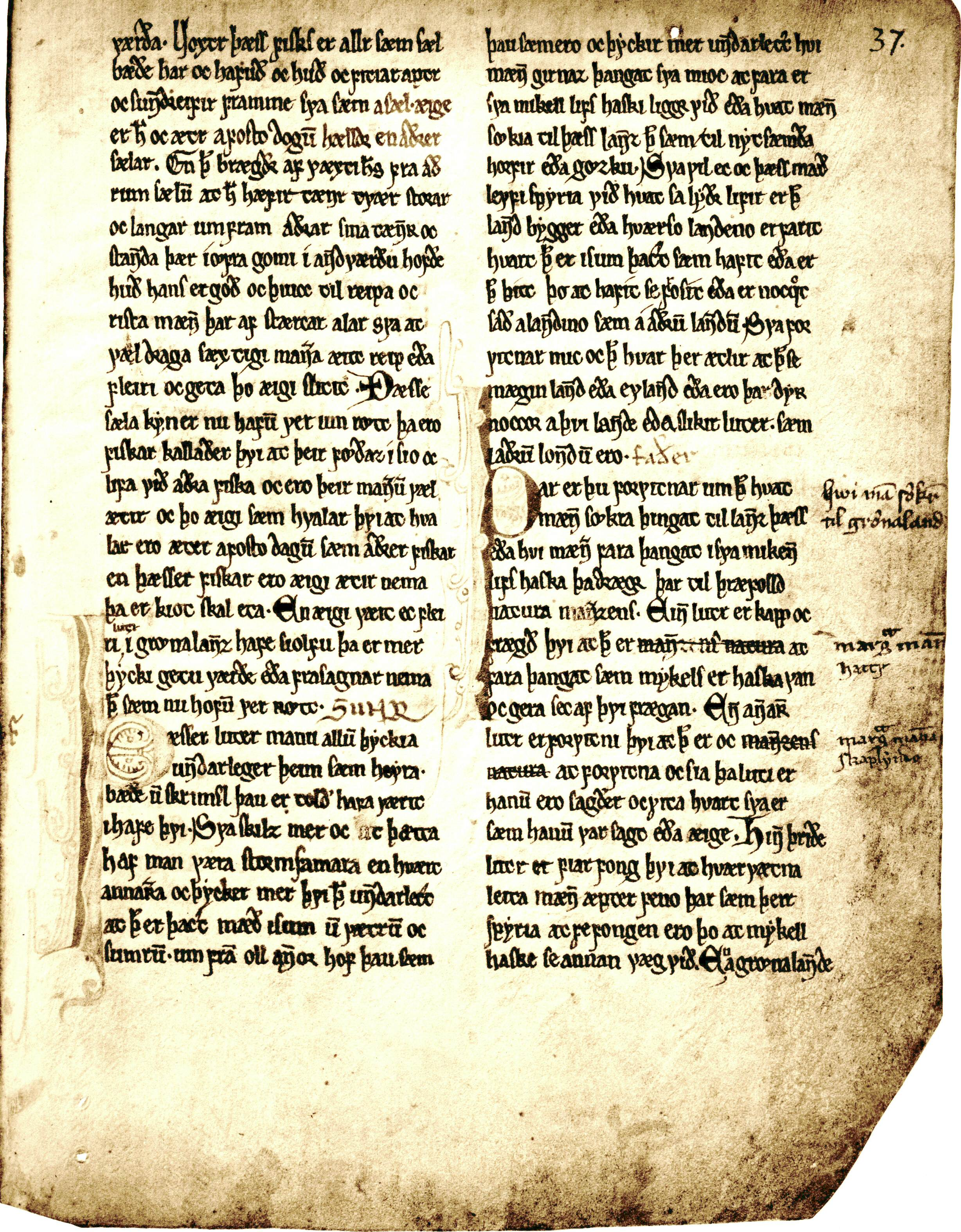
Een bladzijde uit de Konungs skuggsjá

De Konungs skuggsjá (Oudnoords voor vorstenspiegel) is een Noorse opvoedkundige verhandeling die rond 1250 is ontstaan.
Het is een typisch voorbeeld van zogenaamde spiegel-literatuur en handelt over politiek en moraal. Het werd geschreven ten behoeve van de opvoeding van koning Magnus Lagabøte en heeft de vorm van een dialoog tussen een vader en een zoon. De zoon stelt vragen en krijgt antwoorden over zowel praktische als morele zaken, uiteenlopend van de handel, het leger, ridderlijk gedrag, tot (militaire) strategie en tactiek. Een deel van de vorstenspiegel heeft betrekking op de verhouding tussen kerk en staat, maar het werk besteedt evenzeer aandacht aan allerlei nautische kwesties.
Het werk bestaat uit zeventig hoofdstukken, waaronder een proloog en kent twee duidelijke delen, waarvan het ene betrekking heeft op het hof van de koning en het ander op de waarheid en gerechtigheid.

## Edities en vertalingen
- Holm-Olsen, Ludvig (red.). Konungs Skuggsjá. 2e ed. Oslo: Norsk Historisk Kjeldeskrift-institutt, 1983.
- Holm-Olsen, Ludvig (red.). The King´s Mirror: AM 243 a fol. Early Icelandic Manuscripts in Facsimile, XVII. Copenhagen: Rosenkilde and Bagger, 1987. Facsimile
- Meissner, Rudolf (red. and vert.). Der Königsspiegel. Konungsskuggsjá. Halle/Saale, 1944.
- Jónsson, Finnur (red.). Konungs Skuggsjá: Speculum Regale. Det Kongelige Nordiske Oldskriftselskab. Copenhagen, 1920.
- Brenner, Oscar (red.). Speculum Regale: ein Altnorwegischer Dialog. Munich, 1881. PFD available from septentrionalia.net
- Keyser, Rudolf et al. Speculum regale. Konungs-skuggsjá. Konge-speilet. Christiania, 1848.
- Larson, L.M. (tr.). The King’s Mirror (Speculum regale-Konungs skuggsjá). Scandinavian Monographs 3. New York, 1917. PDF available from Internet Archive en een transcriptie van de Engelse vertaling hier
- Meissner, Rudolf (tr.). Der Königsspiegel. Fahrten und Leben der alten Norweger aufgezeichnet im 13. Jahrhundert. Leipzig und Weimar: Gustav Kiepenheuer, 1978.